# Viola biflora
Viola biflora es una especie del género Viola perteneciente a la familia Violaceae.   Se encuentra en Europa, Siberia, Asia Central, China, Pakistán, Corea del Norte, Japón y América del Norte.

## Descripción
Es una planta herbácea con flores solitarias que tienen la característica de presentarse a pares, son terminales, hermafroditas, de color amarillo y florecen de junio a julio. El fruto es una cápsula.

## Taxonomía
Viola biflora fue descrita por Linneo y publicado en Species Plantarum 2: 936, en el año 1753. (1 de mayo de 1753)
Variedades aceptadas
- Viola biflora var. biflora
- Viola biflora subsp. carlottae Calder & Roy L.Taylor
- Viola biflora var. rockiana (W. Becker) Y.S. Chen
- Viola biflora var. sitchensis (Bong. ex Ledeb.) Regel

Sinonimia
- Viola tayemonii   Hayata   [1916]
- Viola reniformis Wall. [1829]
- Viola kanoi Sasaki [1929]
- Viola biflora var. cuspidata]] Pau [1887]
- Viola lutea Lam. [1779]
- Chrysion biflorum (L.) Spach
- Dischidium biflorum (L.) Opiz	[3][4]

## Nombre común
- Español:Violeta de dos flores